# Fejervarya iskandari
Fejervarya iskandari är en groddjursart som beskrevs av Veith, Kosuch, Ohler och Dubois 200. Fejervarya iskandari ingår i släktet Fejervarya och familjen Dicroglossidae. IUCN kategoriserar arten globalt som livskraftig. Inga underarter finns listade i Catalogue of Life.